# Danbolig
Danbolig er en dansk ejendomsmæglerkæde, der består af 160 selvstændige mæglere og den centrale virksomhed Danbolig A/S.
Danbolig-kæden blev grundlagt i 1989 og samarbejder med Nordea i Danmark og Sverige, Nordea Kredit, Tryg og den svenske ejendomsmæglerkæde Mäklarhuset.
Danbolig A/S er et datterselskab af Nordea Bank Danmark A/S og sambeskattet med denne virksomhed.